# Торевекиа Пия
Торевѐкия Пѝя (на италиански: Torrevecchia Pia, на местен диалект: Turvegia, Турведжа) е малко градче и община в Северна Италия, провинция Павия, регион Ломбардия. Разположено е на 84 m надморска височина. Населението на общината е 3409 души (към 2010 г.).